# Fortificazioni di Vauban
Le Fortificazioni di Vauban sono 12 gruppi di edifici fortificati lungo le frontiere occidentale, settentrionale e orientale della Francia, progettate da Sébastien Le Prestre de Vauban e aggiunte nel 2008 alla lista dei Patrimoni dell'Umanità UNESCO.

## Lista dei siti
- Arras, Passo di Calais: cittadella
- Besançon, Doubs: cittadella, mura e Forte Griffon
- Blaye-Cussac-Fort-Médoc, Gironda: cittadella di Blaye, mura, Forte Paté e Forte Médoc
- Briançon, Alte Alpi: mura, forte delle Salettes, forte Trois-Têtes, forte del Randouillet, ouvrage de la communication Y e ponte d'Asfeld
- Camaret-sur-Mer, Finistère: Tour Vauban detta Tour dorée
- Longwy, Meurthe e Mosella: cittadella
- Mont-Dauphin, Alte Alpi: place forte
- Mont-Louis, Pirenei Orientali: cittadella e mura
- Neuf-Brisach, Alto Reno: ville neuve/Breisach (Germania): porta del Reno
- Saint-Martin-de-Ré, Charente Marittima: mura e cittadella
- Saint-Vaast-la-Hougue/Tatihou, Manica: torri d'avvistamento
- Villefranche-de-Conflent, Pirenei Orientali: mura, Forte Liberia e Cova Bastera

Due siti inizialmente considerati, sono poi stati rimossi dalla lista finale:
- Bazoches, Nièvre: castello
- Belle-Île-en-Mer, Morbihan: cittadella e mura intorno a Le Palais